# Balacra separata
Balacra separata är en fjärilsart som beskrevs av Embrik Strand 1917. Balacra separata ingår i släktet Balacra och familjen björnspinnare. Inga underarter finns listade i Catalogue of Life.